# Vinča (Topola)
Vinča ist ein Dorf mit etwas über 1000 Einwohnern in der Opština Topola, Šumadija. Es liegt etwa 4¾ km südwestlich von Topola.
Die Entwicklung der Einwohnerzahl ist rückläufig. Zuletzt (Stand 2011) waren es knapp 1100 Einwohner; um 1950 noch über 1600 Einwohner. Über 99 % der Einwohner sind Serben.